# Food Hub
Ein Food Hub, wie vom USDA definiert, ist „eine zentral gelegene Einrichtung mit einer Geschäftsführungsstruktur, die die Aggregation, Lagerung, Verarbeitung, Verteilung und/oder Vermarktung von lokal/regional produzierten Lebensmitteln erleichtert“. Food Hubs sind Teil des Landwirtschaftliche-Wertschöpfungskette-Modells und teilen oft gemeinsame Werte in Bezug auf Erhaltung, Nachhaltigkeit, Zugang zu gesunden Lebensmitteln und Unterstützung lokaler Landwirte. Ein entscheidendes Merkmal von Food Hubs ist die Identifizierung von Quellen, ein Vorteil für die Lebensmittelsicherheit und das Marketing, der es den Verbrauchern ermöglicht, die Herkunft der von ihnen gekauften Produkte zu verfolgen. Eines der Hauptziele von Food Hubs ist es, kleinen und mittleren Landwirten Zugang zu größeren oder zusätzlichen Märkten zu verschaffen. Lebensmittelzentren schließen auch Lücken in der Infrastruktur der Lebensmittelsysteme, wie Transport, Produktlagerung und Produktverarbeitung. Obwohl Firmen und Organisationen, auf die die Definition der USDA zutrifft, in den Vereinigten Staaten bereits seit spätestes Anfang der frühen 1970er Jahre tätig sind, starteten die meisten Food Hubs um das Jahr 2008 herum. Zu dieser Zeit wurde auch die Verwendung des Begriffes üblich.

Diagramm eines Food Hub

## Kernfunktionen
Food Hubs bearbeiten einige oder alle der folgenden Punkte:
- Aggregation: Zusammenstellung von Produkten verschiedener Lieferanten/Betriebe für den Vertrieb über einen einzigen Kanal
- Verteilung: Lagern von Produkten und Transport zum Kunden[6]
- Marketing und Vertrieb: Käufer finden, Produkte verkaufen und bewerben und die Markenidentität der Betriebe fördern.

## Typen
Food Hubs werden im Allgemeinen in drei verschiedene Arten eingeteilt.
- Einzelhandel oder Farm to Consumer (F2C): Dieses Modell verschafft den Landwirten mehr Zugang zu hochwertigen Märkten, indem es Produkte direkt an die Verbraucher online, in einem Einzelhandelsbereich oder über eine Solidarische Landwirtschaft, auch CSA genannt, im Abonnement[7] verteilt.
- Großhandel oder Farm to Business/Institution (F2B): Dieses Modell ermöglicht den Landwirten den Zugang zu volumenstarken Märkten wie Schulen, Lebensmittelgeschäften, Krankenhäusern und Restaurants, die sie normalerweise aus Mangel an Volumen oder Konsistenz nicht alleine erhalten konnten. Diese Methode der Aggregation von Produkten zur Deckung eines höheren Mengenbedarfs ist für den Käufer effizienter und erleichtert ihm den regionalen Einkauf über das ganze Jahr hinweg.
- Hybrid: Dieses Modell umfasst sowohl Einzel- als auch Großhandelsbetriebe.[7] Ein Food Hub kann als gemeinnützige Organisation, gewinnorientiertes Unternehmen oder Genossenschaft eingerichtet werden.[8]